# Атанас Попстоянов
Атанас Попстоянов (изписване до 1945 година: Атанасъ попъ Стояновъ) е български политик, деец на Българския земеделски народен съюз.

## Биография
Атанас Попстоянов е роден в 1894 година в разложкото село Бачево, тогава в Османската империя в семейството на свещеник. Завършва втори курс в Сярското българско педагогическо училище. Участва в Първата световна война. Участва във Войнишкото въстание в 1918 година и се запознава с Александър Стамболийски и Райко Даскалов. След войната става секретар на местната дружба на БЗНС. От началото на 1919 година е член и на околийското настоятелство на партията. Делегат е на серия партийни конгреси, а през май 1923 година е избран за народен представител от Разлога.
След Деветоюнския преврат в 1923 година Попстоянов е сред онези дейци на БЗНС, които търсят сътрудничество с Българската комунистическа партия. През септември 1923 година участва в комунистическото въстание и взима участие в установяване на въстаническа власт в Мехомия. След разгрома на въстанието е арестуван и измъчван. На 7 ноември 1923 година е убит от дейци на ВМРО заедно с комуниста от Бачево Георги Манушкин в местността Трите реки.